# Десятерик, Владимир Иванович
Десятерик Владимир Иванович (род. 10 февраля 1949, Новоподкряж, Днепропетровская область) — советский и украинский учёный-медик. Доктор медицинских наук (1997), профессор (1998). Лауреат Государственной премии УССР в области науки и техники (1989).

## Биография
Родился 10 февраля 1949 года в селе Новоподкряж Царичанского района Днепропетровской области.
В 1973 году окончил Днепропетровский медицинский институт, работал врачом. В 1977—1993 годах — доцент кафедры хирургии Днепропетровского медицинского института.
С 1993 года — заведующий кафедрой хирургии факультета последипломного образования в городе Кривой Рог. В 1994 году на базе 8-й городской больницы (Днепр) создал центр по лечению больных острым панкреатитом.

## Научная деятельность
Специалист в области изучения проблем язвенной болезни и острого панкреатита. Автор более 120 работ, пособий, 6 изобретений.

## Награды
- Государственная премия УССР в области науки и техники (1989) — за разработку методов диагностики и лечения острого панкреатита.